# مبارز عقیده

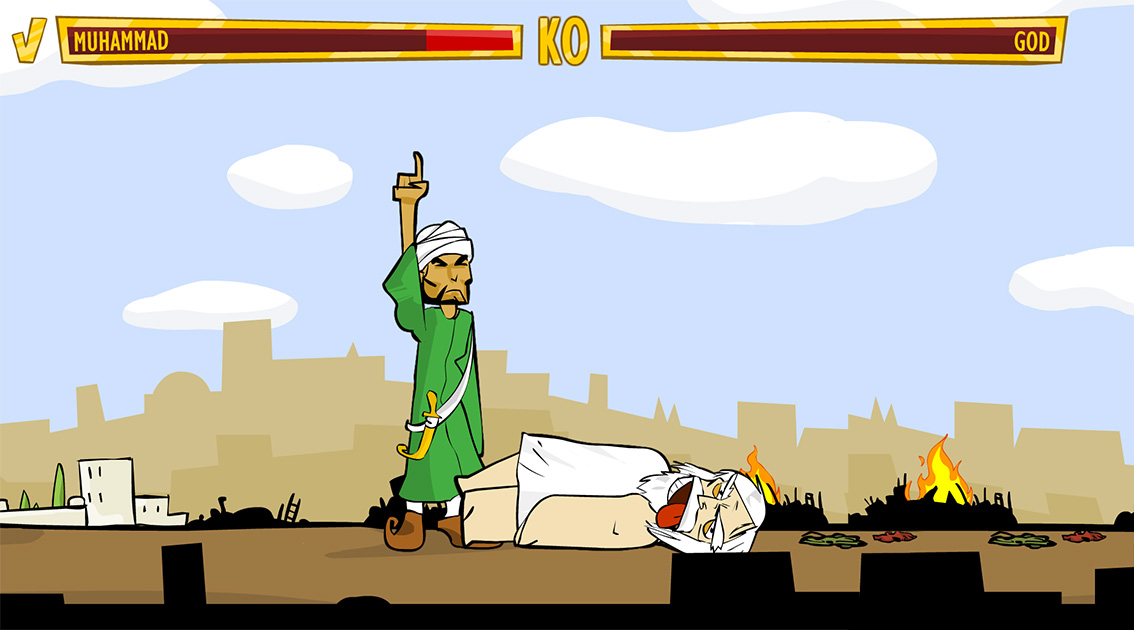
ناک‌آوت شدن خدا توسط محمد

«مبارز عقیده» (به انگلیسی: Faith Fighter) یک بازی کامپیوتری آنلاین است که وبسایت ایتالیایی ملواینداستریا توسعه‌دهندهٔ آن است.
در این بازی بازیکن می‌تواند در قالب یکی از شخصیت‌های مذهبی همچون بودا، عیسی، محمد یا خدا با ضربات مشت یا صاعقه زدن با حریفانش مبارزه کند. در زمان مبارزه و در پس‌زمینه ساختمان‌های آتش‌گرفتهٔ در حال سوختن دیده می‌شوند.
در ماه مه ۲۰۰۹ و پس از اعتراض و صدور بیانیه‌ای از سوی سازمان همکاری اسلامی علیه این بازی، ملواینداستریا آن را از وبسایتش حذف کرد و طی پیامی اعلام کرد: «قرار بود این یک بازی علیه عدم تحمل همدیگر و علیه طنز اسلام‌هراسانهٔ کاریکاتورهای دانمارکی محمد باشد. اما اگر این سازمان محترم کنایه و پیام ما را درک نمی‌کند، شکست خورده‌ایم». این در حالی بود که افراد غیر مسلمان مانند یک کشیش مسیحی از بیرمنگام و رئیس سابق انجمن بودائیان هم نسبت به انتشار این بازی ابراز نگرانی کرده‌بودند. با این اوصاف در وبسایت ملواینداستریا همچنان لینکی وجود داشت که بازدید کننده را به سایتی دیگر که «مبارز عقیده» روی سرورش وجود داشت هدایت می‌کرد. آن‌ها مدتی بعد نسخهٔ دومی از بازی را ارائه کردند که در آن صورت محمد سانسور شده بود.